# Edgar Álvarez
Edgar Álvarez (född 9 januari 1980) är en fotbollsspelare från Honduras.
Álvarez är känd för sin snabbhet och acceleration, både med och utan bollen. Han är också mycket vig och det gör honom svår att markera för försvararna. 

## Karriär
Efter den lyckade lånetiden i Cagliari köpte Roma honom, men genast lånade ut honom till Messina och tillät Messina att köpa honom. Han tecknade ett 5-årigt avtal med klubben.
Efter säsongen 2006/07 som han till som han tillbringade i Messina återvände Álvarez till Roma, men när Roma köpte in Mauro Esposito så beslutade sig Álvarez att lämna Roma för Livorno.
Efter att ha tillbringat säsongen 2007/08 i Livorno återvände Álvarez till Roma och spelade hela första halvan av säsongen med dem, men han lånades ut till Pisa för slutet av säsongen 2008/09.
Inför säsongen 2009/2010 hade Álvarez skrivit på för AS Bari. Efter två säsonger med Bari gick flytten vidare till Palermo.
Sejouren i Palermo blev dock kortvarig och efter en säsong flyttade Álvarez istället till Rumänien och Dinamo București. Han stannade dock bara en halv säsong med klubben och i december 2012 sas kontraktet upp.